# Taiwan under japanskt styre
Taiwan under japanskt styre. Mellan 1895 och 1945 var Taiwan ett avhängigt territorium under Kejsardömet Japan. Expansionen till Taiwan var en del av det japanska imperiets politik att expandera söderut under 1800-talets senare del.
Eftersom Taiwan var Japans första utländska koloni, hade Japan ambitionen att göra ön till ett mönsterexempel – en modellkoloni. Som en följd av detta lades mycket arbete på att förbättra öns ekonomi, industri, infrastruktur och att förändra dess kultur.
De relativa misslyckanden som följde med Kuomintangs styre omedelbart efter andra världskriget ledde till en viss nostalgi bland den äldre generationen taiwaneser som upplevt båda. Detta har till viss del påverkat frågor som nationell identitet, etnisk identitet och Taiwans självständighetsrörelse. Delvis som ett resultat av detta känner det taiwanesiska folket i allmänhet mycket mindre antipati mot arvet efter det japanska styret än i andra länder i Asien.

## Förvaltning
I koloniens förvaltning tog Japan de engelska kronkolonierna till mönster. Någon egentlig författning med folkrepresentation kom aldrig på fråga. I spetsen för styrelsen stod en generalguvernör, som med den japanske inrikesministern som mellanman ansvarig inför den japanska kejsaren för utövandet av sitt ämbete. I exekutiva angelägenheter har han vid sin sida ett råd, som bestod av de olika provinsernas viceguvernörer och de högste befälhavarna för de på ön varande land- och sjöstyrkorna. Landet är delat i län, vilkas chefer hade en liknande ställning som motsvarande ämbetsmän i Brittiska Indien. 

## Lista över guvernörer
1. Kabayama Sukenori (1895–1896)
2. Katsura Taro (1896)
3. Nogi Maresuke (1896-1898)
4. Kodama Gentaro (1898–1906)
5. Sakuma Samata (1906–1915)
6. Ando Sadami (1915–1918)
7. Akashi Motojiro (1918–1919)
8. Den Kenjiro (1919–1923)
9. Uchida Kakichi (1923–1924)
10. Izawa Takio (1924–1926)
11. Kamiyama Mitsunoshin (1926–1928)
12. Kawamura Takeji (1928–1929)
13. Ishizuka Eizo (1929–1931)
14. Ota Masahiro (1931–1932)
15. Minami Hiroshi (1932)
16. Nakagawa Kenzo (1932–1936)
17. Kobayashi Seizo (1936–1940)
18. Hasegawa Kiyoshi (1940–1944)
19. Ando Rikichi (1944–1945)